# Коллин, Филипп
Филипп Коллин (фр. Philippe Collin, 13 июля 1946, Брюссель, Бельгия) — бельгийский хоккеист (хоккей на траве), полузащитник. В дальнейшем — предприниматель и футбольный функционер.

## Биография
Филипп Коллин родился 13 июля 1946 года в бельгийском городе Брюссель.
Жил в районе Андерлехт. После смерти в 1962 году отца, который был партнёром в пивоварном бизнесе футболиста и предпринимателя Константа Ванден Стока, начал работать на пивоварне вместе со своим двоюродным братом. Продал бизнес в начале 90-х.
Занимался футболом, но в итоге склонился к хоккею на траве. Играл за «Андерлехт» из Брюсселя.
В 1972 году вошёл в состав сборной Бельгии по хоккею на траве на летних Олимпийских играх в Мюнхене, занявшей 10-е место. Играл на позиции полузащитника, провёл 2 матча, забил 1 мяч в ворота сборной Новой Зеландии.
В 90-е годы вошёл в руководство футбольного «Андерлехта». Был координатором молодёжного футбола, руководителем клубной академии. В 1997 году был назначен генеральным секретарём клуба.
В 2009—2016 годах работал председателем технического комитета Королевской бельгийской футбольной ассоциации. Был вице-президентом исполкома ассоциации.